# 世界廃棄物貿易
世界廃棄物貿易（せかいはいきぶつぼうえき、英：global waste trade）とは、処理・最終処分・リサイクルなどを目的として、廃棄物が国から国へと輸出入されることを指す。

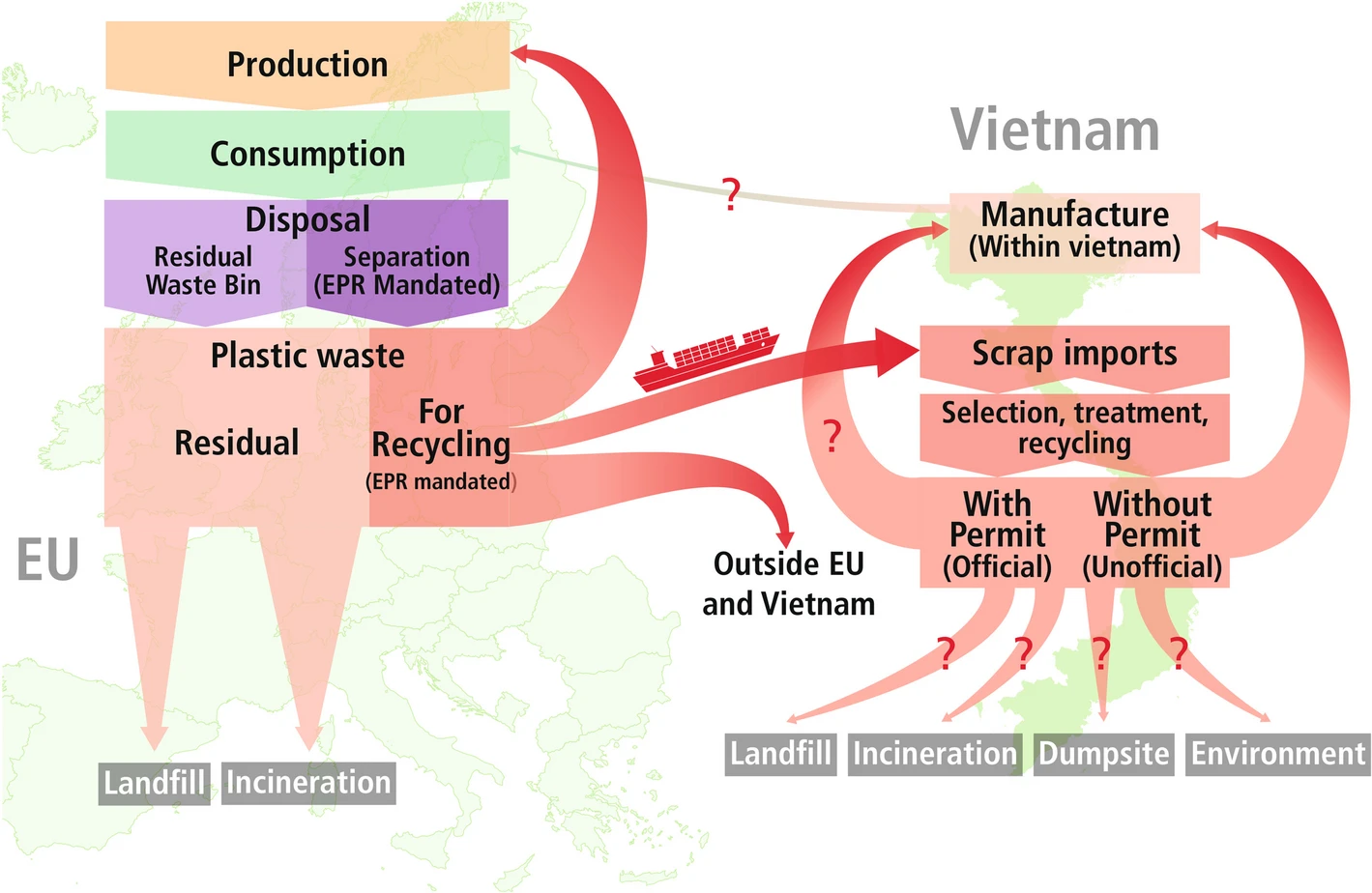
ヨーロッパはプラスチック廃棄物の半分を「リサイクルのため」輸出しておりその一部はベトナムに送られているが、その他のプラスチックの運命は依然として不明であり、ベトナム国内に受け入れられた分も多くは許可を経ずに搬入されたものである。

世界銀行の報告書『What a Waste: A Global Review of Solid Waste Management』は各国で生産される固形廃棄物の量を記述し、「一般的に経済発展と都市化の度合いが高まるほど廃棄物量も増加する」と結論付けている。経済的に発展し都市化も進んでいる富裕国は、グローバル・サウスなどの発展途上国よりも多くの廃棄物を発生させている。世界廃棄物貿易の主たるものは富裕国がその国で発生させた廃棄物を発展途上国へと輸出し処分させることであり、しばしば有毒/有害廃棄物さえもそれに含まれている。廃棄物を輸出した富裕国は、その輸入した発展途上国の経済水準よりも高い原資を支払うことで、自国の廃棄物問題をカネで解決できると同時に、輸入国にとっても現地住民の雇用につながるためこの悪習が後を絶たない。
世界廃棄物貿易は特に貧しい発展途上国に膨大な害を及ぼしている。大抵の発展途上国は安全な廃棄物処理施設や処理方法を有しておらず、有毒/有害廃棄物を露天の埋立地への投棄・焼却・その他不安全な方法で処理または放置しており、それらからの持続性有機汚染物質や重金属が大気・水・土壌・堆積物を毒し多くの鳥類・魚類・野生動物を殺している。それらを扱う労働者の多くはほとんどまたは全く防護具を与えられておらず、素手でさえそれらを扱っている。こうした有毒/有害廃棄物によって引き起こされるのは、がん・糖尿病・神経化学的バランスの変化・内分泌かく乱物質によるホルモン異常・皮膚障害・神経障害・腎障害・肝機能障害・骨疾患・肺気腫・卵巣毒性・生殖機能障害・その他多くの致命的な病気である。彼らや周辺住民（将来世代を含む）はそれらからの高濃度の有毒化学物質に常時晒され続け、時には死者さえ出る。
環境ダンピング（環境投棄）は世界廃棄物貿易の一部であるが廃棄物の不正輸出に伴う環境破壊を述べる文脈で主に使われる用語である。世界廃棄物貿易は一見合法的であっても、実態は多くが関連国際法やその監視体制の不備などにより違法に行われている環境ダンピングである。

## 新自由主義的経済政策による廃棄物植民地主義の台頭
多くの学者や研究者たちは、廃棄物取引の急増およびその負の影響を新自由主義的経済政策の蔓延と結びつけている。1980年代に新自由主義的経済政策への大きな移行が進むと、「自由市場」政策への転換に伴い世界廃棄物貿易が急増した。マクマスター大学のヘンリー・ジルー教授は、新自由主義経済政策について次のように定義している：「新自由主義は……経済や市場を社会的責任や社会的コストから切り離す。……政策的かつ政治的なプロジェクトとしての新自由主義は、公的サービスの民営化・国家機能の売却・金融および労働の規制緩和・福祉国家および労働組合の解体・物品および資本投資における貿易自由化・そして社会の市場化と商品化に根ざしている」。
新自由主義は自由貿易協定の拡大と国際貿易市場への国境開放に基づいている。自由貿易とは関税・輸入制限・その他の貿易障壁をすべて撤廃し規制のない貿易で、発展途上国に経済的成功の機会を与えグローバル経済に参画させることを目的としている。しかしながらその結果は意図と正反対で、保護されない発展途上国にとって壊滅的であり、実質的に富裕国への隷属の中で経済が麻痺していると指摘されており、新自由主義に支持的な国際通貨基金でさえ「統合の進展は過去数十年で不均等であった」と認めている。
特に発展途上国は、経済成長の手段として富裕国の廃棄物を対象とした貿易自由化政策の恰好な標的とされてきた。新自由主義は国力の強弱にかかわらず自由貿易に参加し、国際貿易市場での取引に加わることを強制するからである。
「有毒な植民地主義（Toxic colonialism）」とは、「富裕国による有毒/有害廃棄物の処分のため発展途上国が利用されるプロセス」と定義され、世界廃棄物貿易に対する根本的な批判であり、今日も不公正な貿易体制を通じて国際間不平等を維持し続けている新植民地主義的政策を象徴している。この用語は経済的依存・労働の搾取・文化的不平等という古来の植民地主義が、上述の新自由主義的経済政策により廃棄物植民地主義という新たな領域に何ら変わらずそのまま持ち込まれていることを意味している。
ワシントン州立大学教授T.V.リードは、歴史的な意味での植民地主義と「有毒な植民地主義」の関連性を、先住民の土地を「廃棄物」と見なす認識に基づくものだと論じている。彼は西洋文化が先住民の土地を「未開発」かつ「空虚」だとみなし、そこに住む人々を「文明化されていない」と見下げてきたとし、「有毒な植民地主義」はそのような植民地主義の定型的「議論」により、発展途上国の土地は西側富裕国が廃棄物の投棄先として使い捨てるものとするものだと喝破した。ローレンス・サマーズが有毒/有害廃棄物貿易を擁護した機密メモにはこの傲慢な考え方が実によく表れている（「世界廃棄物貿易に関する論争＞支持者たちの論述」の項参照）。

## 世界廃棄物貿易による国際ごみ紛争
2013年から2014年にかけてバンクーバーからフィリピンに向けて出荷された103個のコンテナにはリサイクル可能なプラスチックと表示されていたが、フィリピン側は実際には家庭ごみが入っていたと主張した。2016年にはプラスチック材料をリサイクルするカナダ民間企業により64トンの廃棄物が輸送されたが、2018年4月24日フィリピンのロドリゴ・ドゥテルテ大統領は、この「誤って」リサイクル可能と表示された廃棄物をカナダが引き取らない場合宣戦布告すると脅した。マニラで開催されたASEANサミットにはカナダのジャスティン・トルドー首相が出席し、この問題解決のためカナダはどうするのかという物議に対しその廃棄物を持ち帰ると約束したが、それがようやく実現したのはそれから一年以上たった2019年6月29日だった。この一連の顛末は「フィリピンvsカナダ ごみ戦争」と呼ばれている。
その１か月後、マレーシアはカナダ・イギリス・日本・アメリカからの違法廃棄物取引を非難した２番目のアジア国家となった。マレーシア環境大臣のヨー・ビー・インは、富裕国からの廃棄物輸入はマレーシア国民の人権に反するとして、これを受け入れないと強く主張した。中国も「国剣作戦」により2018年1月より24種類の固形廃棄物ならびに汚染レベルが0.05%を超えるプラスチック廃棄物の輸入を禁止した。マレーシアと中国から締め出された富裕国はタイ・インドネシア・ベトナム・ミャンマーといった別の国々を新たな標的とし、それら国民に高収入でもって廃棄物を押し付け続けている。その一例として環境保護団体ECOTONの協力によるインドネシアからの2023年の現地レポートで、日本から輸入されたプラスチック廃棄物の処理場で働いている主婦女性が答えているところによると週に9600円の収入があり、これはインドネシア平均月収約29000円（当時）の実に1.3倍以上である。

## 世界廃棄物貿易問題に対する国際法とその限界
世界廃棄物貿易に関連する問題に対し、過去30年以上にわたり様々な国際的対応と規制の試みがなされてきた。有害廃棄物の取引は膨大な量であり法の執行も（資金や監視体制の限られた発展途上国では特に）困難であるため規制が難しく、関連する国際協定にも大きな抜け穴があり、国や企業が有害廃棄物を危険な方法で投棄することをいまだ可能にしている。

### バーゼル条約
「有毒な植民地主義」に対抗するために規制しようとする最も注目すべき試みはバーゼル条約であり、有毒/有害廃棄物取引を規制し、特に富裕国から途上国への有毒/有害廃棄物の投棄を防止することを目的として制定された。正式名称を「有毒/有害廃棄物の越境移動及びその処分の規制に関するバーゼル条約」とするこの条約は、有毒/有害廃棄物の国際移動を規制する上で極めて重要な国際条約であり、有毒/有害廃棄物の生成を削減しその国際取引を管理・削減することを目指している。
本条約は1989年3月22日に署名のために開放され、1992年5月5日に正式に発効した。2014年5月時点で、180か国と欧州連合が条約の締約国となっている。本条約は世界で5か国のみ批准していないが世界最大の廃棄物排出国である米国は富裕国で唯一加盟していないその5か国の一つである。

### ENFORCE
世界廃棄物貿易の問題対処には多国間・多国籍の組織を設けることが重要であるとされてきた。「違法取引に関する規制遵守最適化のための環境ネットワーク（ENFORCE）」は、国境を越える廃棄物取引の問題に対処しバーゼル条約の遵守を監視・促進するために設立された、関係専門家で構成される国際組織機関であり、条約の締約国である国連の5地域から各1名の代表と、地理的公平性に基づくバーゼル条約地域・調整センターから5名の代表で構成される。また国連環境計画（UNEP）・国際刑事警察機構（INTERPOL）・バーゼル・アクション・ネットワーク（BAN）などの違法取引防止に取り組むNGO・およびその他多くの団体もENFORCEのメンバーとなる資格を有している。

### 責任および補償に関する議定書
1999年バーゼル条約は規制手段を強化し、人々を有毒/有害廃棄物からより良く保護することを目的とした「責任及び補償に関する議定書」を採択した。この議定書は「有毒/有害廃棄物の越境移動が人間の健康および環境に損害を与えた場合に、適切な責任手続きを割り当てること」を試み、「締約国が通知・輸送・処分の各段階において有毒/有害廃棄物を管理している間に損害が発生した場合、厳格な責任を課す」と定めている。しかし殆どの国がこの議定書には署名せずその実効力はわずかでしかない。

### ロメ IV 協定とコトヌー協定
殆どが発展途上国であるアフリカ・カリブ海・太平洋諸国（ACP）は、不公正な有毒/有害廃棄物の投棄から自国を守るための手段として、バーゼル条約の補完としてロメIV協定に署名した。この協定は「欧州共同体からACP諸国への有毒/有害廃棄物の輸出を禁止する」ものであり、発展途上国が富裕国からの有毒/有害廃棄物の押し付けにたいし自衛するために取った一つの試みである。ロメIV協定が2000年に失効した後、ACP諸国と欧州諸国は「開発途上国における不均衡なリスクの存在を認め、これらの国々への不適切な有毒/有害廃棄物の輸送からの保護を望む」ことを明記した新たな協定、コトヌー協定を締結した。

### バマコ条約
1991年アフリカの複数の発展途上国は、バーゼル条約が自国への有毒/有害廃棄物の投棄を十分に規制できていないことに不満を抱き、自国への有毒/有害廃棄物の輸入を禁止するバマコ条約を制定した。バマコ条約はバーゼル条約と異なり、「アフリカ統一機構（OAU）以外で発生したすべての有毒/有害廃棄物の輸入を処分・再利用の目的であっても基本的に禁止し、非締約国からの輸入を違法行為とみなす」点に特徴がある。バマコ条約はバーゼル条約と同様の形式と文言を用いているが、有害廃棄物の輸入を全面的に禁止するという点でバーゼル条約よりはるかに強力な内容となっている。しかしこれらの国々はリソース不足と強力な執行機関の欠如によりこの条約を効果的に実行できず、アフリカへの有毒/有害廃棄物の投棄を防ぐことができていない。

## 世界廃棄物貿易規制の不備
地域的および国際的な規制の試みにもかかわらず、広く法的拘束力を持つ国際協定も少数国による暫定的な合意のいずれも、期待されたほど有毒/有害廃棄物の植民地主義を排除できていない。これら現在の制度には抜け穴だらけで、有毒/有害廃棄物の投棄と「有害植民地主義」が見過ごされ続けている。その抜け穴としては、違法な廃棄物輸送を可能にせしめることや用語の定義の不明確さなどがある。
バーゼル・アクション・ネットワーク（BAN）による国際貿易データの分析によれば、バーゼル条約が2021年1月1日から発効して以来、条約違反が横行している。富裕国は廃棄物管理インフラが不足している発展途上国に数億トンものプラスチックを送りつけ、その多くはその発展途上国で埋め立て、焼却、または自然環境に散乱されている。東南アジア諸国が海洋へのプラスチック廃棄物流出量の上位を占めるのは（プラスチック汚染＞海洋へのプラスチック廃棄物の流入国を参照）、富裕国がバーゼル条約違反によりそれら諸国にプラスチック廃棄物を押し付けているからに他ならない。

### 出荷廃棄物内容の詐称・隠蔽
違法投棄の規制があろうがなかろうが、しばしば有毒/有害廃棄物は偽の許可証・賄賂による通関・虚偽表示（例『リサイクル材』という名目）で輸送されている。しかもこれは増加傾向にあり、企業はこのやり方で有毒/有害廃棄物を貧困国に違法に密輸出している。国際機関も懸念してはいても多くの途上国では違法取引を防止・処罰する権限を持つ立法機関が存在せず、規制は困難を極めている。さらに規制執行のための国際的な協調手段がない現状では、リソースと規制の統一性の各国の格差により、それぞれの各国が有毒/有害廃棄物の違法取引を自国で制御することは極めて困難である。多くの発展途上国は自国を守るためのリソースや能力を持たず、このような違法行為の被害をいまだに被り続けている。

### 法律上の定義の不明確さ
廃棄物取引を法的に規制する際のもう一つの問題は、多様な廃棄物を明確で統一的に定義することの困難さである。あまりにも広範な廃棄物を対象とするため定義内容に曖昧さが残り、各関係者が協定文の文言をそれぞれ異なる形で都合よく解釈する余地を残してしまっている。例えば条文における『廃棄物』と『製品』の定義区別の欠如や、『有害』であることの基準が不特定であることにより、有毒/有害廃棄物を「商品」や「原材料」として合法的に輸出することを許し、実態は依然として途上国にとって環境的・健康的なリスクをもたらしている。

## 世界廃棄物貿易の実態

### 廃棄物焼却灰
廃棄物を焼却処理した後の焼却灰には重金属などさまざまな有害物が含有されうる。焼却灰が国際貿易の失敗により不法投棄された事例の一つが1986年のキアン・シー号廃棄物投棄事件である。米国フィラデルフィアの廃棄物焼却炉からの14,000トンの焼却灰を運んでいた貨物船キアン・シー号は、その焼却灰を輸出する予定であった。しかしドミニカ・パナマ・ホンジュラス・バミューダ・ギニアビサウ・オランダ領アンティルに受け入れを拒否され、灰を一部ハイチ近海に投棄した。さらに船の正体を隠すため２度も名前を変えたが、セネガル・モロッコ・イエメン・スリランカ・シンガポールも入港を禁止した。度重なる拒否の末、灰は最終的に大西洋およびインド洋に投棄されたとされている。この有害廃棄物処理大災害後ハイチ政府は廃棄物輸入をすべて禁止し、世界廃棄物貿易が破滅的な結末に至ることへの認識を広める運動の先駆けとなった。この事件や他の同様な事件を受けてバーゼル条約が策定された（前述）。  

### 化学物質廃棄物
化学物質廃棄物は化学薬品など多様な化学物質から生じた毒物で、処理は極めて困難かつ高額であり、曝露により多くの問題や健康リスクを引き起こすため、毒物取り扱い可能な施設で厳重管理の元慎重に処理されなくてはならない。
化学物質廃棄物が富裕国からグローバル・サウスへ不正輸出された事例の一つに、1987-88年にあるイタリア人実業家が欧州の経済規制を逃れるため有毒/有害廃棄物4,000トン（うち150トンがポリ塩化ビフェニル(PCB)）をナイジェリアに輸送し430万ドルの利益を得た事件がある。『フォーダム環境法レビュー』によると、イタリア企業は廃棄物を肥料と偽ってラベル付けし、引退した読み書きのできない木工労働者を騙して、ナイジェリアのココ河港にある彼の裏庭に月額たったの100ドルで毒物を保管させた。これらの有毒化学物質は炎天下にさらされ、近くで遊ぶ子どもたちにもそのまま露出されつづけ、やがてココの水系に漏れ出し、近くの農場で収穫された汚染された米を食べた村人19人が死亡した。
また2006年、オランダの国際的な石油トレーダーであるトラフィグラ社は硫黄不純物を大量に含有する安価で汚染された重油を大量に購入し、精製所に送らずジブラルタル沖に停泊していたプロボ・コアラという船を簡易製油所として利用し、転売し莫大な利益を上げようとした。原油に苛性ソーダと触媒を加えると、硫黄不純物は反応してタンクの底に沈殿した。トラフィグラが原油を転売したあと、タンクの底には有毒な硫黄スラッジが500トン残された。プロボ・コアラ到着数日前に急遽設立されて処理能力を持たないにもかかわらずわずか1万7千ドルで引き受けたコートジボワールの地元会社がその「処理」を請け負い、アビジャン市内18か所以上にそれを不法投棄した。 
この廃棄物からの有毒ガスで周辺住民の少なくとも15人が死亡し10万人が健康に被害を被った 。この投棄場の近くに住むアフリカ人ジャン・フランソワ・クアディオは、自身の地域に蔓延する有毒物質の影響について体験を語っている。この事件で彼は２人の子どもを失い、２人目の娘アマ・グレースの死因について医師たちが「有毒廃棄物による急性高血糖だ」と診断したという。不法投棄を命じた地元会社社長ら2名は懲役20年の刑を言い渡された。　トラフィグラは責任を一切認めていないが除染作業のため2億ドルを支払った。

### 廃船解体

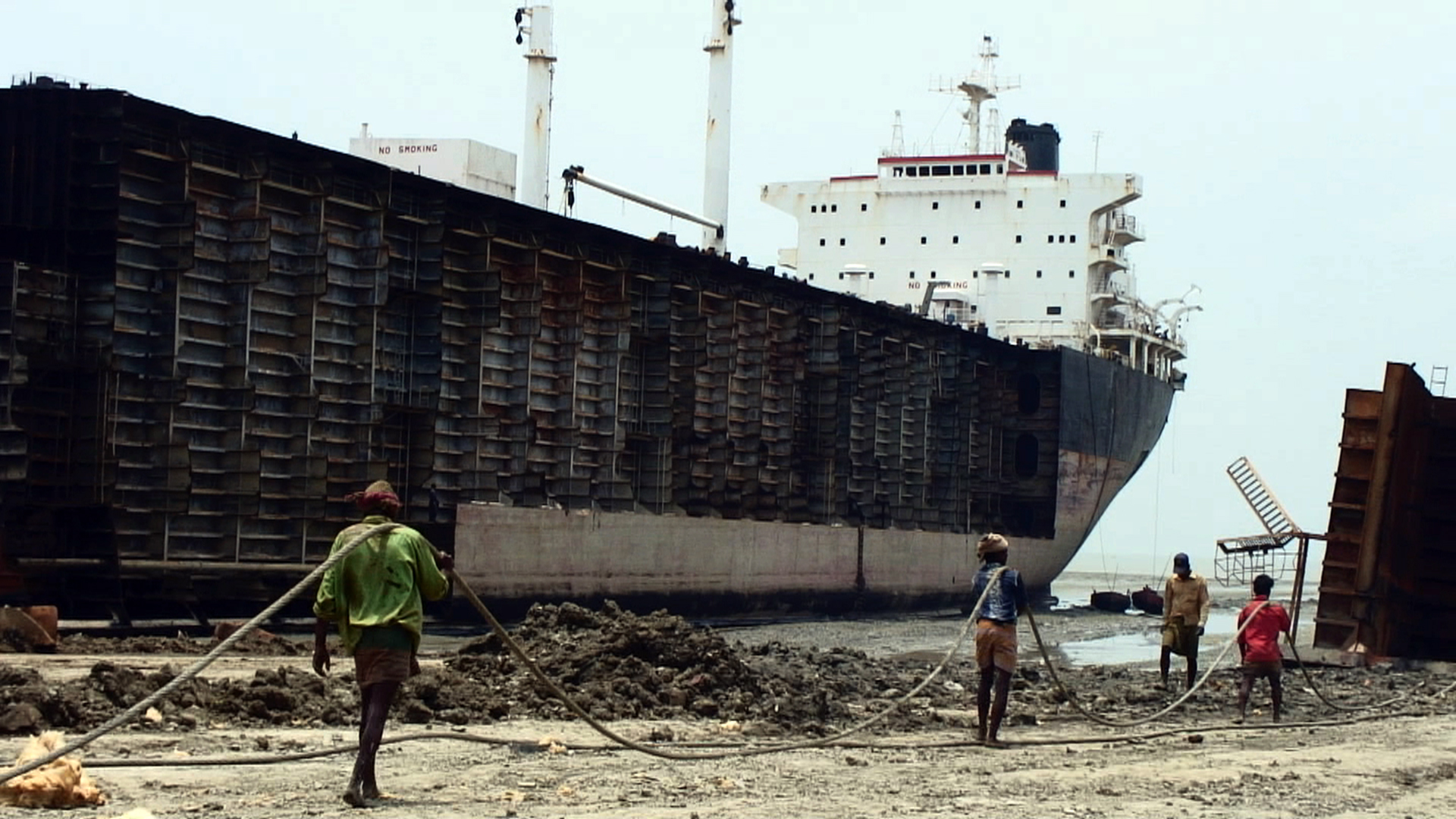
バングラデシュ・チッタゴンの船舶解体

もう一つの化学物質輸出に関する危険はアジアを中心に増加中の廃船解体である。中国とバングラデシュはアジアにおける船舶解体の中心地とみなされており、富裕国はこれらの国へ老朽化した船舶を輸送し解体させる。主な問題の一つは、多くの老朽化船が環境規制のなかった時代に建造されており、現在では使用が禁止されている有害物質が材料や塗装に用いられていることである。ある環境報告書によれば、老朽船にはアスベスト・酸化鉛・クロム酸亜鉛・水銀・ヒ素・トリブチルスズなど多様な有毒化学物質が含まれている。発展途上国で船舶解体作業に従事する労働者は、こうした有毒物質を扱う際に必須な装備や防護具をほとんど与えられず、持ってもいない。
解体されたフランスの航空母艦であるFSクレマンソーは解体・リサイクルされるためインドのグジャラート州にある造船所に売却された。　2006年インド最高裁は、FSクレマンソーには700トンのアスベストを含む多くの有毒廃棄物があるため、インドの水域に入港できないと判決し、フランス政府はクレマンソーを引き取ることを余儀なくされた。その後、同じ理由で船はスエズ運河へ進入が許可されなかった。2009年FSクレマンソーのリサイクルは最終的に、イギリスのハートルプールにある専門のリサイクラーに引き継がれた。

### プラスチック廃棄物
プラスチック廃棄物を輸入する発展途上国はその廃棄物を処理する能力を十分に持っていないことが多いことから、それらプラスチック廃棄物はそれら輸入国から海洋に漏洩し海洋廃棄物を発生させる主原因とされている。国連は、一定の基準を満たさない限りプラスチック廃棄物の貿易を制限している。

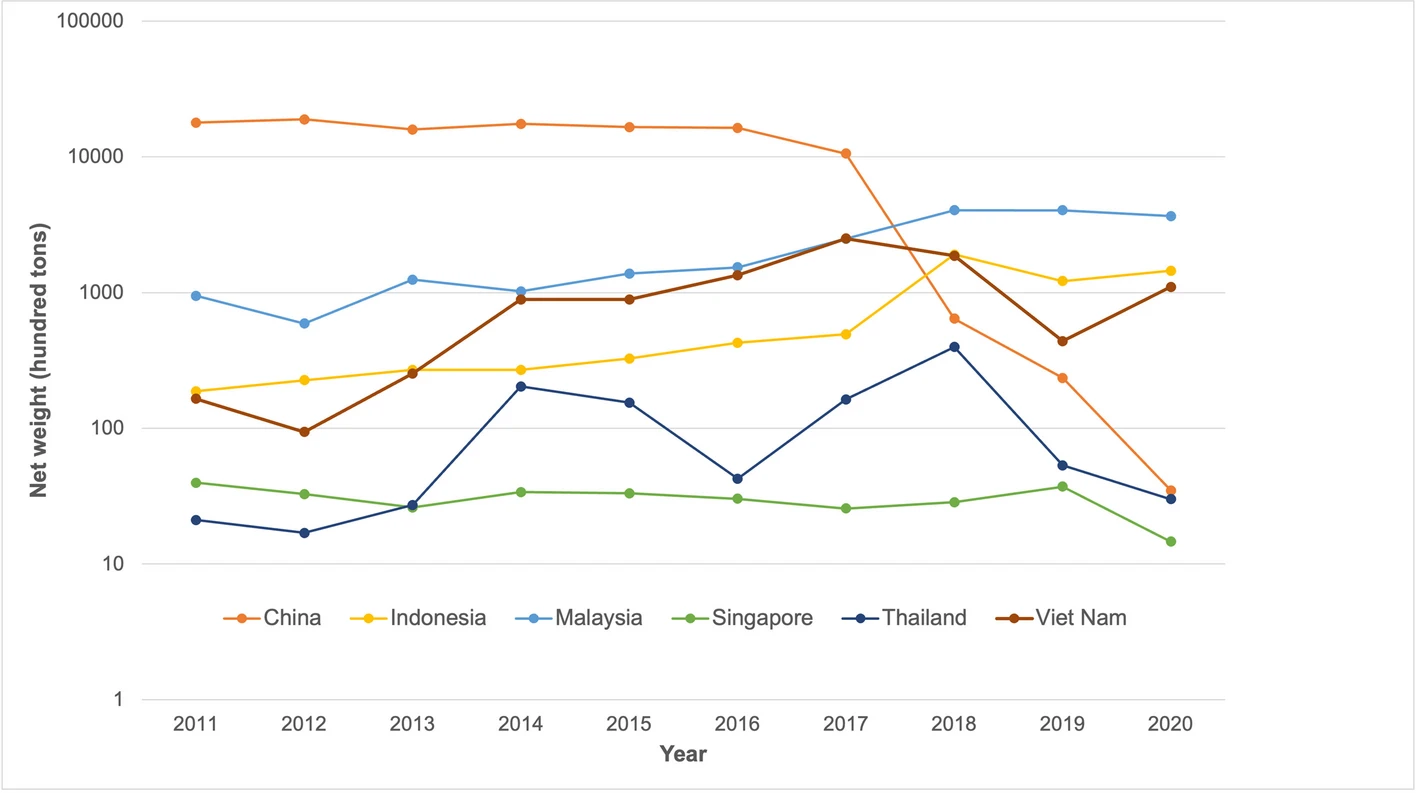
2011～2020年の東南アジア諸国へのヨーロッパのプラスチック廃棄物の輸出量。縦軸は対数グラフであることに注意。

富裕国から発展途上国へのプラスチック廃棄物の輸出はいたるところで報告されている。環境政策や税金、廃棄物処理、輸送に関連する政策やコストについての富裕国と発展途上国との間の格差が、廃棄物やスクラップ製品、プラスチックを含む国際取引における法的および違法な国際交通に関する重要な決定要因となっている。平易に言い換えれば富裕国から発展途上国に廃棄物とともに資金が移動し、これが発展途上国が富裕国の廃棄物処理を引き受ける原動力になっている。受け入れた発展途上国（の廃棄物処理業者）の処理能力を越えた量の廃棄物が富裕国から輸出された場合、発展途上国では一般に環境法と取り締まりが弱いため、リサイクル名目で輸入しても実際には埋め立てや不法投棄される例が後を絶たず、その発展途上国から海洋へ流出する富裕国由来のプラスチック廃棄物の発生源となりうる。　それにもかかわらず多くの国の政府は「リサイクル目的のため」としてプラスチック廃棄物が輸出入された場合には、実態にかかわらずリサイクルされたものとして集計する。この実態とかけ離れた悪習がプラスチック汚染につながる環境投棄の基礎となっている。
2019年5月、発展途上国への富裕国からのプラスチック廃棄物の輸出/輸入を規制し防ぐことを意図し、バーゼル条約にプラスチック廃棄物を含めるための改正が行われた。バーゼル条約の規則に従った規定に基づいて、187か国がプラスチック廃棄物の輸出を制限することに合意した。バーゼル条約の規則に従わない国々との取引は、事前に決定された基準を満たす合意がある場合を除いて禁止されている。5か国を除くすべての国連加盟国がこの合意に加盟しているが、世界一多量の廃棄物を発生させている米国は富裕国で唯一加盟していないその5か国の一つであり。プラスチック廃棄物を対象に含める2019年バーゼル条約改訂が発効した最初の月である2021年1月、米国は廃棄物輸出をむしろ増加させた。

### 電子機器廃棄物

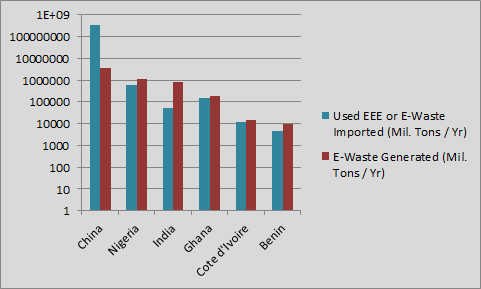
京都議定書非附属書 1 諸国に輸入される使用済み電気電子機器および電子廃棄物の推定量（青）と、その国の国内供給由来の電子廃棄物の量(赤）。縦軸は対数目盛であることに注意。

電子技術とデータ格納メディアの急速な変化（テープ→MP3など）・頻繁なソフトウエア更新・価格の下落・計画的陳腐化により、電子機器廃棄物も世界中で急速に増加している。2012年推定では毎年5,000万トンの電子廃棄物が排出されており、その大部分は米国およびヨーロッパからのものでアジアやアフリカの発展途上国へと輸送・処理されている。

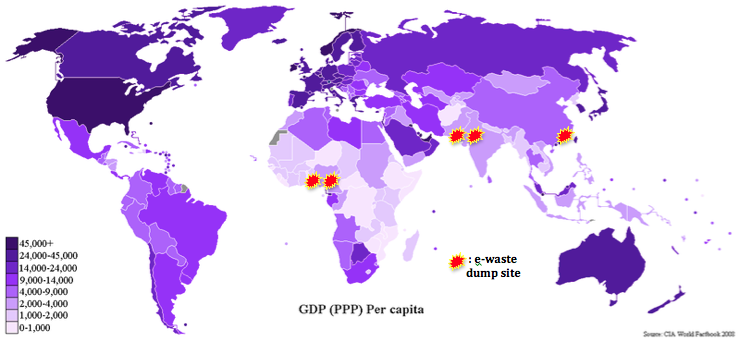
ここに示されている世界地図は電子機器廃棄物（e-waste）の投棄場所（赤色）と、それらの国々のGDP購買力平価（PPP）一人当たり（紫色、濃いほど高PPP）との関連を示している。電子廃棄物の投棄場所がより貧しい国々（低PPP）に位置していることを示しており、「汚染の避難所仮説（Pollution Haven Hypothesis）」を裏付けている。

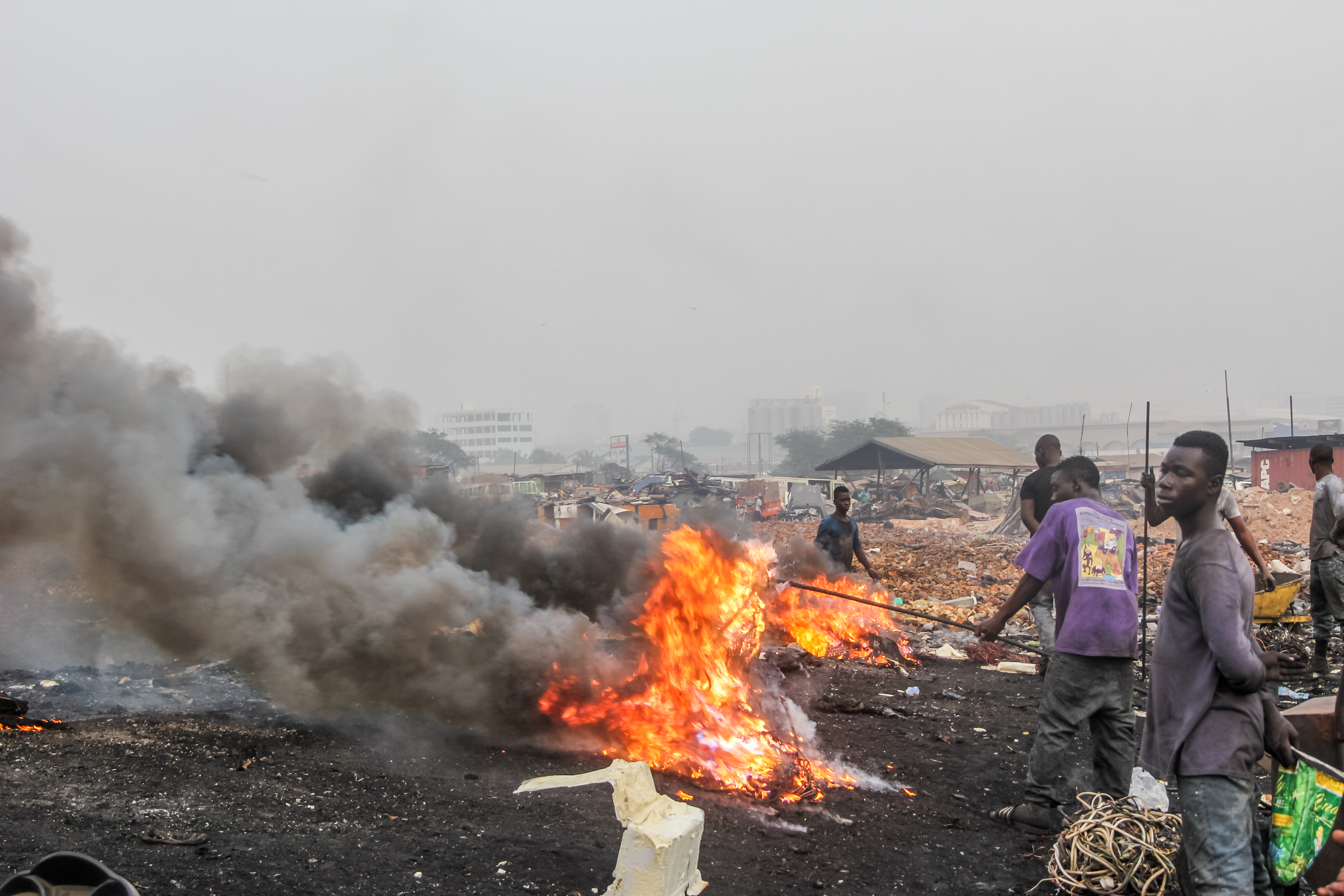
ガーナのアクラ近くにある世界最大の電子機器廃棄物処理場であるアグボグブロシーで、拾い手は廃棄物から有価金属を回収するためプラスチックなど廃棄物の可燃部を大量に焼却する。これにより拾い手とその地元のコミュニティが大量の有毒な煙にさらされ大気汚染さえ生じている。

さまざまな研究が、電子廃棄物の集積所周辺で暮らし働く人々に対する環境および健康への影響を調査している。これらの廃棄製品からは重金属・有毒物質・化学物質が漏出し、周辺の水路や地下水を汚染し地域住民に暴露されている。これらの廃棄物集積所で働く労働者・売却目的で物を探す地域の子どもたち・そして周囲の住民は、これらのしばしば致死性な毒物にさらされている。
そのような場所の例が中国の貴嶼（グイユー）やガーナのアグボグブロシーであり、世界最大級の電子廃棄物処理地である。そこで労働者は年間150万ポンド以上のコンピュータ・携帯電話・その他の廃棄電子機器を焼却・解体している。貴嶼での非公式のリサイクル作業は深刻な環境汚染を引き起こし、水のサンプルからは世界保健機関（WHO）の安全基準を190倍上回る鉛濃度が検出された。貴嶼の子供の81.8%は血中鉛濃度が１デシリットル中10マイクログラム以上で、かつ血中鉛濃度と電子廃棄物処理工場の数との間に相関関係があり、弱い立場にある人々の健康被害を如実に示している。

### 使用済み電池
米国人がリサイクル回収に出す使用済み電池は、米国内では違法とされる粗雑な手法で内部の鉛が抽出されるメキシコへ送られることが多い。その廃棄電池の増加は、鉛汚染に関する米国環境保護庁（EPA）の厳格な基準のため米国内でのリサイクルは高コストになっている一方で、企業がその廃棄電池を環境基準が低く規制の緩い国へと輸出することを禁じる規制は存在していないことによる。この意味でメキシコは米国にとって「汚染の避難所（Pollution Haven）」となりつつある。なぜならメキシコの環境当局自身が、その流通を取り締まるための資金・人員・技術力を欠いていることを認めているからである。2011年の『ニューヨーク・タイムズ』によれば、米国の使用済み車両用および産業用電池のメキシコへの輸出は2007年には6%、2011年には20%と増加、その年におよそ2000万個の電池が国境を越えた。このうち相当数が金属スクラップと「誤って」表示され密輸されたとされる。  

## 世界廃棄物貿易に関する論争

### 支持者たちの論述
世界廃棄物貿易の支持者たちは、廃棄物の輸入はあくまで新自由主義経済取引であり、世界経済に提供できるものがほとんどない途上国に利益をもたらすと主張する。インフラが整っておらず、富もなく、高度な製品の生産能力も限られている小国は、有毒/有害廃棄物を受け入れることによって利益を得て、経済を活性化すべきだというのである。この立場は経済的・金銭的利益のみに立脚し、人権や環境正義などを全く無視し有毒廃棄物貿易を正当化している。1991年ハーバード大学学長および世界銀行のチーフエコノミストであったローレンス・サマーズが書いた、有毒/有害廃棄物貿易を擁護する機密メモにはこう記されている：
「有毒廃棄物を最も賃金の低い国に投棄するという経済的論理は完璧であり、それを認めるべきだと思う……私は常に、アフリカ諸国は汚染が著しく不足していると考えてきた。彼らの空気の質は、ロサンゼルスと比較して著しく非効率的なまでに良好であろう……ここだけの話だが、世界銀行は汚い産業の最貧国への移転をもっと奨励すべきではないか？」
さらにケイトー研究所も世界廃棄物貿易を支持する記事を発表し、「慢性的な発がん物質であることが多い有毒/有害廃棄物が、発展途上国の死亡率に寄与しているという証拠はほとんどない」と主張し、さらに「発展途上国の国民は生産性や所得向上の機会と引き換えに、有害な汚染物質への曝露を道理にかなったものとして受け入れるだろう」とまで言いきっている。
総じて世界廃棄物貿易を支持する立場は、発展途上国は経済発展を必要とするという定型的な新自由主義的決めつけで常にそれを正当化している。グローバル・サウスの発展途上国は富裕国から有毒/有害廃棄物を受け入れることで、利益を得て経済を拡大できると主張するのである。その視点には輸入国が被る被害や途上国側に立った人道的配慮は殆ど無い。

### 批判者たちの論述
一方で世界廃棄物貿易を批判する者は、規制の欠如と政策の失敗が発展途上国を有毒/有害廃棄物の投棄場と化させてきたと指摘し、世界の有毒/有害廃棄物の大半は富裕国が排出しているにもかかわらず、それによって被害を受けているのはその廃棄物になんら責任のない貧困国であるという事実を強調している。
サセックス大学国際関係論教授教授ピーター・ニューウェルは、「環境的不平等は、階級・人種・性別の線に沿った他の形態の階層と搾取を強化し、同時にそれを反映している」と述べ、有毒/有害廃棄物貿易の悪影響は社会的弱者により大きいもので、有色人種・女性・低所得者層にとって深刻な結果になると主張している。ミシガン大学教授ドーセタ・テイラーは、アメリカにおける有色人種の女性がこれらの政策によって不均等に被害を受けていることを指摘し次のように述べている：「（途上国の）有色人種の女性たちは、マイノリティのコミュニティを壊滅させている問題――有毒/有害廃棄物の処分、毒素への曝露など――に注意を喚起する闘いの最前線にいる。彼女たちのコミュニティは最も劣悪な環境の一つであり、資本主義的生産と過剰消費の廃棄物が集積されている場所である。その結果として彼女たちは環境正義を求める闘争の先頭に立つ：環境団体の創設者であり、草の根の活動家・研究者・会議主催者・ワークショップリーダー・ロビイスト・キャンペーンや地域の組織者である」。

全世界規模で不平等を繰り返しているとして、多くの活動家・運動家・環境保護論者たちは、廃棄物貿易政策への失望を声高に表明している。ボリビアの元大統領エボ・モラレスは、現行の経済システムが自国とその国民を搾取していることを批判し次のように声明している：
「もし我々が地球を、生命を、人類を救いたいなら、資本主義システムを終わらせる義務がある。資本主義を終わらせない限り、この地球上に平等と正義が存在するとは想像すらできない。我々は人間の搾取と天然資源の略奪、原材料と市場をめぐる破壊的戦争、特に化石燃料の略奪、過剰な消費、そして廃棄物の蓄積を終わらなくてはならない。資本主義システムが我々に許すことは廃棄物を積み上げることだけだ。」